# Campeonato Uruguaio de Futebol de 1913
O Campeonato Uruguaio de Futebol de 1913 consistiu em uma competição com dois turnos, no sistema de todos contra todos. O campeão foi o River Plate FC.

## Classificação[1]
| Pos | Equipe               | Pts | J  | V | E | D | GP | GC | SG  |
| --- | -------------------- | --- | -- | - | - | - | -- | -- | --- |
| 1°  | River Plate FC       | 22  | 14 | 9 | 4 | 1 | 20 | 9  | 11  |
| 2°  | Nacional             | 20  | 14 | 7 | 6 | 1 | 25 | 9  | 16  |
| 3°  | CURCC                | 14  | 14 | 5 | 4 | 5 | 20 | 16 | 4   |
| 4°  | Central              | 14  | 14 | 6 | 2 | 6 | 12 | 14 | -2  |
| 5°  | Montevideo Wanderers | 13  | 14 | 6 | 1 | 7 | 13 | 16 | -3  |
| 6°  | Reformers            | 10  | 14 | 4 | 2 | 8 | 8  | 20 | -12 |
| 7°  | Universal            | 10  | 14 | 3 | 4 | 7 | 10 | 17 | -7  |
| 8°  | Bristol              | 9   | 14 | 2 | 5 | 7 | 13 | 20 | -7  |

|  | Campeão.   |
|  | Rebaixado. |

Promovido para a próxima temporada: Independencia.
| Campeonato Uruguaio de 1913        |
| ---------------------------------- |
| River Plate FC Campeão (3º título) |